# The Denver Dry Goods Company

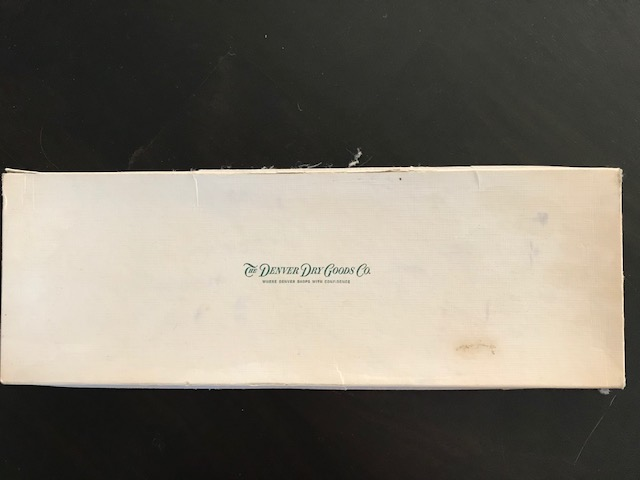
Denver Dry Goods-doos uit de jaren 1950

De Denver Dry Goods Company, ook bekend als "The Denver", was een warenhuis dat in 1879 werd opgericht in  Denver, Colorado, door Michael J. McNamara en L.H. Flanders als M.J. McNamara & Company. In 1886 werd het bedrijf gekocht , tegen een koers van $ 0,70 per aandeel en omgedoopt tot The McNamara Dry Goods Company. De nieuwe winkel werd geopend op 11 oktober 1886. De oorsprong van het bedrijf gaat terug tot 1876, toen ze beiden als bedienden werkten in een andere textielwinkel in Denver. In 1877 verliet McNamara de winkel en ging een partnerschap aan met Edgar H. Drew. Na twee jaar vertrok Drew en werd L.H. Flanders mede-eigenaar. In 1893 droeg McNamara het eigendom van de winkel over aan Dennis Sheedy en Charles Kountz en in 1894 werd het bedrijf gereorganiseerd en omgedoopt tot de "Denver Dry Goods Company".  Een tijdlang werd beweerd dat dit het grootste warenhuis ten westen van Chicago was. 
De Denver Dry Goods Company werd later onderdeel van Associated Dry Goods (ADG) en werd in de jaren 1970 en begin jaren 1980 beschouwd als een van de meest winstgevende operationele eenheden van ADG vlak achter Lord en Taylor. ADG investeerde in de uitbreiding van The Denver, zowel met winkels in de voorsteden van Denver als met winkels op verder gelegen locaties zoals Billings, Montana. Onder ADG werd de winkel in het centrum van Denver gerenoveerd. Veel inwoners van Colorado herinneren zich met plezier het motto van de winkel: "Where Colorado Shops With Confidence".
De winkel werd in 1986 overgenomen door May Company als onderdeel van Associated Dry Goods Corp. (dat de winkel in 1966 had overgenomen). Negen van de twaalf vestigingen werden gesloten en verkocht en de overige drie vestigingen werden in 1987 omgebouwd tot May-Daniels & Fisher-winkels. De oorspronkelijke winkel in het stadscentrum werd in 1889 gebouwd en uitgebreid in 1898, 1906 en 1924. In 1994 werd het omgebouwd tot appartementen. Er waren nog vier extra gesloten filialen in Greeley, Billings en Lakeside en een tijdelijk geopende, vrijstaande cosmeticawinkel in Beau Monde (Denver Tech Center).